# Program Luna
Program Luna je porodica svemirskih letjelica bivšega Sovjetskog Saveza (SSSR-a) namijenjenih istraživanju Mjeseca. U sklopu toga Programa lansirane su između 1959. i 1976. ukupno 24 letjelice, kojima su se prikupljali znanstveni podatci, a koji su trebali poslužiti i za planiranje budućih sovjetskih misija s ljudskom posadom.

## Postignuća Programa Luna
- Luna 1 (1959.) bila je prva letjelica lansirana sa Zemlje koja je postigla brzinu oslobađanja (drugu kozmičku brzinu) i udaljila se iz Zemljine putanje;
- Luna 2 (1959.) je prva dodirnula Mjesečevo tlo udarivši u nj;
- Luna 3 je obišla Mjesec i poslala prve snimke njegove nevidljive (dalje) strane; te su snimke, iako slabe razlučivosti, omogućile izradbu prvih karata toga dijela Mjeseca;
- Luna 9 bila je prva letjelica koja se meko spustila na Mjesec (1966.) i televizijskim putem poslala snimke njegove površine iz neposredne blizine;
- Luna 10 (1966.) je ušla u putanju oko Mjeseca i postala njegov prvi umjetni satelit;
- Luna 16 (1970.) bila je prva automatska letjelica koja je na Zemlju poslala uzorke Mjesečeva tla;
- Luna 17 je na Mjesečevu površinu meko spustila daljinski upravljano Mjesečevo vozilo Lunohod 1 (1970.).[1]

## Sva polijetanja iz Programa Luna
| Javni naziv | Naziv u Programu Luna | Polijetanje              | Nadnevak polijetanja | Raketa nosač | Ishod                     | Bilješke |
| ----------- | --------------------- | ------------------------ | -------------------- | ------------ | ------------------------- | --- |
| nedostupno  | E-1 br.1              | nepovratni udar          | 23. rujna 1958.      | raketa Luna  | neuspješno polijetanje    | neuspješan ulazak u putanju |
| nedostupno  | E-1 br.2              | nepovratni udar          | 11. listopada 1958.  | raketa Luna  | neuspješno polijetanje    | neuspješan ulazak u putanju |
| nedostupno  | E-1 br.3              | nepovratni udar          | 4. prosinca 1958     | raketa Luna  | neuspješno polijetanje    | neuspješan ulazak u putanju |
| Luna 1      | E-1 br.4              | nepovratni udar          | 2. siječnja 1959.    | raketa Luna  | neuspješan prelet         | Poznata i kao Mechta; poslana u pogrešnu putanju, prošla pokraj Mjeseca bez sudara; prva letjelica koja se oslobodila Zemljine putanje.           |
| nedostupno  | E-1A br.1             | nepovratni udar          | 18. lipnja 1959.     | raketa Luna  | neuspješno polijetanje    | neuspješan ulazak u putanju |
| Luna 2      | E-1A br.2             | nepovratni udar          | 12. rujna 1959.      | raketa Luna  | uspješno obavljena zadaća | udar u Mjesečevo more Palus Putredinis (29.10 N, 0.00 E) 14. rujna 1959. u ~07:30:00 UT                                                           |
| Luna 3      | E-2A br.1             | prelet                   | 4. listopada 1959.   | raketa Luna  | uspješno obavljena zadaća | Prve snimke Mjesečeve nevidljive (dalje) strane.                                                                                                  |
| nedostupno  | E-3 br.1              | prelet                   | 15. travnja 1960.    | raketa Luna  | neuspješno polijetanje    | neuspješan ulazak u putanju |
| nedostupno  | E-3 br.2              | prelet                   | 16. travnja 1960.    | raketa Luna  | neuspješno polijetanje    | neuspješan ulazak u putanju |
| nedostupno  | E-6 br.2              | spuštanje na Mjesec      | 4. siječnja 1963.    | Molnija-L    | neuspješan prelet         | nije napustila Zemljinu putanju |
| nedostupno  | E-6 br.3              | spuštanje na Mjesec      | 3. veljače 1963.     | Molnija-L    | neuspješno polijetanje    | neuspješan ulazak u putanju |
| Luna 4      | E-6 br.4              | spuštanje na Mjesec      | 2. travnja 1963.     | Molnija-L    | grješka na letjelici      | neuspješan ispravak putanje; prošla pokraj Mjeseca                                                                                                |
| nedostupno  | E-6 br.6              | spuštanje na Mjesec      | 21. ožujka 1964.     | Molnija-M    | neuspješno polijetanje    | neuspješan ulazak u putanju |
| nedostupno  | E-6 br.5              | spuštanje na Mjesec      | 20. travnja 1964.    | Molnija-M    | neuspješno polijetanje    | neuspješan ulazak u putanju |
| Kosmos 60   | E-6 br.9              | spuštanje na Mjesec      | 12. ožujka 1965.     | Molnija-L    | neuspješan prelet         | nije napustila Zemljinu putanju |
| nedostupno  | E-6 br.8              | spuštanje na Mjesec      | 10. travnja 1965.    | Molnija-L    | neuspješno polijetanje    | neuspješan ulazak u putanju |
| Luna 5      | E-6 br.10             | spuštanje na Mjesec      | 9. svibnja 1965.     | Molnija-M    | grješka na letjelici      | neuspješno usporavanje; udar u More oblaka (Mare Nubium)                                                                                          |
| Luna 6      | E-6 br.7              | spuštanje na Mjesec      | 8. lipnja 1965.      | Molnija-M    | grješka na letjelici      | neuspješan ispravak putanje; prošla pokraj Mjeseca                                                                                                |
| Luna 7      | E-6 br.11             | spuštanje na Mjesec      | 4. listopada 1965.   | Molnija      | grješka na letjelici      | neuspješno podešavanje visine; udar u Ocean oluja (Oceanus Procellarum)                                                                           |
| Luna 8      | E-6 br.12             | spuštanje na Mjesec      | 3. prosinca 1965.    | 'Molnija     | grješka na letjelici      | neuspješno podešavanje visine; udar u Ocean oluja (Oceanus Procellarum)                                                                           |
| Luna 9      | E-6 br.13             | spuštanje na Mjesec      | 31. siječnja 1966.   | Molnija-M    | uspješno obavljena zadaća | prizemljenje u Ocean oluja (Oceanus Procellarum, 7.08 N, 295.63 E), 18:44:52 UT, 3. veljače 1966.                                                 |
| Kosmos 111  | E-6S br.204           | Mjesečev umjetni satelit | 31. ožujka 1966.     | Molnija-M    | neuspješan prelet         | nije napustila Zemljinu putanju |
| Luna 10     | E-6S br.206           | Mjesečev umjetni satelit | 31. ožujka 1966.     | Molnija-M    | uspješno obavljena zadaća | |
| Luna 11     | E-6LF br.101          | Mjesečev umjetni satelit | 24. kolovoza 1966.   | Molnija-M    | uspješno obavljena zadaća | |
| Luna 12     | E-6LF br.102          | Mjesečev umjetni satelit | 22. listopada 1966.  | Molnija-M    | uspješno obavljena zadaća | |
| Luna 13     | E-6M br.205           | spuštanje na Mjesec      | 21. prosinca 1966.   | Molnija-M    | uspješno obavljena zadaća | prizemljenje u Ocean Oluja (Oceanus Procellarum,18.87 N, 297.95 E), 18:01:00 UT, 24. prosinca 1966.                                               |
| nedostupno  | E-6LS br.112          | Mjesečev umjetni satelit | 7. veljače 1968.     | Molnija-M    | grješka u polijetanju     | neuspješan ulazak u putanju |
| Luna 14     | E-6LS br.113          | Mjesečev umjetni satelit | 7. travnja 1968.     | Molnija-M]   | uspješno obavljena zadaća | |
| nedostupno  | E-8 br.201            | Mjesečevo vozilo         | 19. veljače 1969.    | Proton-K/D   | grješka u polijetanju     | neuspješan ulazak u putanju |
| nedostupno  | E-8-5 br.402          | uzeti uzorke tla         | 14. lipnja 1969.     | Proton-K/D   | grješka u polijetanju     | neuspješan ulazak u putanju |
| Luna 15     | E-8-5 br.401          | uzeti uzorke tla         | 13. srpnja 1969.     | Proton-K/D   | grješka u prelijetanju    | ušla u Mjesečevu putanju, greška kod prizemljenja 21. srpnja 1969.; udar na Mjesečevo tlo                                                         |
| Kosmos 300  | E-8-5 br.403          | uzeti uzorke tla         | 23. rujna 1969.      | Proton-K/D   | grješka u prelijetanju    | nije napustila Zemljinu putanju |
| Kosmos 305  | E-8-5 br.404          | uzeti uzorke tla         | 22. listopada 1969.  | Proton-K/D   | grješka u prelijetanju    | nije napustila Zemljinu putanju |
| nedostupno  | E-8-5 br.405          | uzeti uzorke tla         | 6. veljače 1970.     | Proton-K/D   | grješka u polijetanju     | neuspješan ulazak u putanju |
| Luna 16     | E-8-5 br.406          | uzeti uzorke tla         | 12. rujna 1970.      | Proton-K/D   | uspješno obavljena zadaća | prizemljenje u More plodnosti (Mare Fecunditatis, 0.68 S, 56.30 E) u 05:18:00 UT, 20. rujna 1970. Uzorci tla vraćeni na Zemlju 24. rujna 1970.    |
| Luna 17     | E-8 br.203            | Mjesečevo vozilo         | 10. studenog 1970    | Proton-K/D   | uspješno obavljena zadaća | prizemljenje u More kiša (Mare Imbrium, 38.28 N, 325.00 E) u 03:47:00 UT, 17. studenog 1970. Upotrebljeno Mjesečevo vozilo Lunohod 1              |
| Luna 18     | E-8-5 br.407          | uzeti uzorke tla         | 2. rujna 1971.       | Proton-K/D   | grješka na letjelici      | ušla u Mjesečevu putanju, greška kod prizemljenja; udar u More plodnosti (Mare Fecunditatis, 3.57 N, 50.50 E)                                     |
| Luna 19     | E-8LS br.202          | Mjesečev umjetni satelit | 28. rujna 1971.      | Proton-K/D   | uspješno obavljena zadaća | |
| Luna 20     | E-8-5 br.408          | uzeti uzorke tla         | 14. veljače 1972.    | Proton-K/D   | uspješno obavljena zadaća | prizemljenje u More plodnosti (Mare Fecunditatis, 3.57 N, 56.50 E) u 19:19:00 UT, 21. veljače 1972. Uzorci tla vraćeni na Zemlju 25. veljače 1972 |
| Luna 21     | E-8 br.204            | Mjesečevo vozilo         | 8. siječnja 1973.    | Proton-K/D   | uspješno obavljena zadaća | prizemljenje u Mjesečev krater Le Monnier (25.85 N, 30.45 E) u 23:35:00 UT, 15. siječnja 1973. Upotrebljeno Mjesečevo vozilo Lunohod 2.           |
| Luna 22     | E-8LS br.206          | Mjesečev umjetni satelit | 29. svibnja 1974.    | Proton-K/D   | uspješno obavljena zadaća | |
| Luna 23     | E-8-5M br.410         | uzeti uzorke tla         | 28. listopada 1974.  | Proton-K/D   | grješka na letjelici      | prizemljenje u More kriza (Mare Crisium), greška kod uzlijetanja                                                                                  |
| nedostupno  | E-8-5M br.412         | uzeti uzorke tla         | 16. listopada 1975.  | Proton-K/D   | grješka u prelijetanju    | nije napustila Zemljinu putanju |
| Luna 24     | E-8-5M br.413         | uzeti uzorke tla         | 9. kolovoza 1976.    | Proton-K/D   | uspješno obavljena zadaća | prizemljenje u More kriza (Mare Crisium, 12.25 N, 62.20 E) u 02:00:00 UT, 18. kolovoza 1976. Uzorci tla vraćeni na Zemlju 22. kolovoza 1976.      |